# 彤贵妃
彤貴妃（1817—1875年），舒穆祿氏，滿洲正黃旗人。戶部銀庫郎中玉彰之女，道光帝之貴妃。
彤貴人＞彤嬪＞彤妃＞彤貴妃＞彤貴人＞皇考彤嬪＞彤妃＞彤貴妃

## 早期生平
嘉庆二十二年四月十九日卯時出生。
道光十一年二月，在外八旗選秀中被指定為彤貴人而入宮，初居永和宮。
道光十二年（1832）四月初二日，彤貴人詔封為彤嬪，十一月初八日，正式冊封為彤嬪，祿喜率領中和樂首領太監到咸福宮伺候作樂。
道光十四年（1834年）十月十八日，舉行皇后钮祜禄氏册后大典，十一月大封后宫，十一月初三日，彤嬪正式冊封為彤妃。
道光十六年 (1836年) 七月初七日，彤妃詔封為彤貴妃。同年十二月二十日，正式冊封為彤貴妃。翌日，咸福宫彤贵妃接册宝，承乾宫佳嫔接册。
道光二十年（1840年）七月初二日亥时，生皇七女。
道光二十一年 (1841年) 元旦日卯初二刻，总管王常清和吕进祥恭请皇贵妃、彤贵妃、琳妃等位乘轿，出启祥门进慈祥门，到寿康宫皇太后前递如意；同年十一月二十六日午时，生皇八女寿禧和硕公主。

## 晚期生平
道光二十四年三月十七日寅时，生皇十女。十公主居住在咸福宫后院东配殿。道光二十四年九月，有人发现咸福宫太监李得喜的房间里有皇帝赏赐之物，总管内务府大臣便将李得喜房间物品单上奏皇帝。道光帝看后，认为有一半物品都是自己赏赐给彤贵妃的原物。道光帝看了勃然大怒，怒她竟私自将御赏之物送给卑賤的太监；九月初十日，降为彤贵人，失去咸福宮首領主位的身份。道光帝在谕旨中命令彤贵妃将之前封嫔的金册、封妃的金册、金印、封贵妃时的金册全部交出，并由内务府广储司收储。不久，彤貴人所出之皇七女被诊断出患上天花，经过十五天的紧急救治，最终还是在十二月二十日不幸夭折，年仅五岁。
仅仅一个月之后，道光二十五年正月二十日，皇十女夭折。根据清宫医案的记载，道光朝后期，彤贵人很多脉案都是以「舒肝」作为处理方法，不知道是不是因为降位之后，心情抑郁的影响。
道光三十年（1850年）正月文宗晋尊为皇考彤嫔。宣宗的妃嫔均從东西六宫迁出，搬至寿三宫或寿三所居住。彤嫔舒穆禄氏与八公主由咸福宮改住寿中宫，尚常在亦同住于寿中宫。
咸豐十一年八月十三日，彤嬪由熱河啟程，八月十九日申正到京，進壽康宮。十月，彤嬪被尊封為彤妃。十月初十日的一份上諭檔內，本記「彤嬪誕育壽莊和碩公主，尊封為彤貴妃」，檔後卻注明「此件遞上，發下，去彤貴妃貴字，另繕遞」，而同日的另一份上諭檔，即改記彤嬪被「尊封為彤妃」。同年十二月，彤妃遷居壽安宮
同治元年二月，同治帝剛登極後，內務府為道光帝和咸豐帝妃嬪安排會親，定於二月二十二日，琳皇貴太妃、彤妃、佳妃和李貴人會親，會親時間從早上卯時至傍晚酉時，彤妃在萱壽堂與嬸母國盛之妻、胞妹和順之妻、侄女會親。
同治十三年十一月晋尊为彤贵妃。光绪元年（1875年）薨逝。彤貴妃金棺暂安於田村殯宮，同年九月初三日寅时由田村殯宮奉移，九月初八日巳时，奉安于慕东陵。

## 家族
彤貴妃並非開國元勳楊古利的後代，僅為普通的官宦人家出身。
- 生父：玉彰，字達士，在嘉慶年間曾任直隸熱河道，曾抵扣採買兵米津貼銀兩，與朝陽縣知縣福克金布互揭丑事，於道光元年被革職查辦，過了好幾年又復起。道光十四年，玉彰補放兼攝六庫郎中事務行走。

- 叔父：玉崐，曾任刑部郎中，去世前新授湖南衡州府知府，卒於道光十七年（1837年）。

- 胞妹：已革候補主事國盛長子頭等侍衛和順（即奉恩輔國公常舒的後代）之嫡妻[9]。

## 影视作品
- 電視劇

| 年份 | 劇名     | 演員   | 剧中姓名    | 劇中稱謂 |
| 2011 | 萬凰之王 | 潘冠霖 | 舒穆祿·穎彤 | 彤貴人   |

## 延伸阅读
[在维基数据编辑]
 《清史稿/卷214》，出自趙爾巽《清史稿》

## 引用资料
- 《清史稿 卷二百十四 列传一》